# Silkstone (popgroep)
Silkstone was een Nederlandse popgroep. De band bestond uit de twee oorspronkelijke leden Niels Geusebroek (zanger) en Frans van Essen (gitarist). Daarnaast was ook drummer Niels Bik sinds 2002 vast bandlid.

## Biografie
De band Silkstone wordt in 1996 opgericht door Niels Geusebroek en Frans van Essen. In 2001 krijgt de band de eerste grote landelijke bekendheid. Middels een paar voorprogramma’s bij de optredens van Kane en een radioshow bij Isabelle 3FM trekt Silkstone de aandacht van A&R-consultant Henkjan Smits, die het onderbrengt bij platenmaatschappij Sony BMG. Dit resulteert in een platencontract, waarvan in 2002 de eerste single uitkomt: Ready. De eerste single wordt gelijk een Megahit bij 3FM en in 2003 komt het album For a reason uit, geproduceerd door Haro Slok. In 2003 treedt de band op op Pinkpop, Lowlands, bij MTV/TMF, Top of the Pops, Barend & van Dorp, de MTV-trip naar St. Petersburg en wordt een clip geschoten in New York. De band treedt 150 keer op in Nederland en van het album worden een kleine 15.000 exemplaren verkocht.
Half 2004 maakt Silkstone zich op voor het tweede album en in mei 2006 duikt Silkstone de studio in om dat album op te nemen. Dit gebeurt met het producersduo John Sonnveld en Oscar Holleman. Dit album is begin 2007 in zijn mix-fase beland. Dit gebeurt met het Engelse duo Paul Simm en Sam Frank in Londen. De plaat, Here in your world is begin 2008 in de winkels verschenen en de eerste single had de gelijknamige titel. Op 25 juni 2009 besloot de band ermee te stoppen. Na dertien jaar "in alle hoeken en gaten van Nederland" te hebben gespeeld, zetten de vijf bandleden er een punt achter. De mannen vonden het tijd om ieder wat anders te gaan doen.

## Bandleden

### Laatste bezetting
- Niels Geusebroek (zang)
- Frans van Essen (gitaar)
- Niels Bik (drums)
- Dave Besse (bas)
- Marco Kuypers (toetsen)

### Voormalig
- Daniel van Luipen (bas)
- Paul van Twisk (toetsen)
- Boxie van Gerrisheim (drums)
- Jeroen Vrolijk (drums)

## Discografie

### Albums
| Album met eventuele hitnotering(en) in de Nederlandse Album Top 100 | Datum van verschijnen | Datum van binnenkomst | Hoogste positie | Aantal weken | Opmerkingen |
| ------------------------------------------------------------------- | --------------------- | --------------------- | --------------- | ------------ | ----------- |
| For a reason                                                        | 03-2003               | 12-04-2003            | 43              | 16           |             |
| Here in your world                                                  | 02-2008               | 16-02-2008            | 36              | 4            |             |

### Singles
| Single met eventuele hitnotering(en) in de Nederlandse Top 40 | Datum van verschijnen | Datum van binnenkomst | Hoogste positie | Aantal weken | Opmerkingen |
| ------------------------------------------------------------- | --------------------- | --------------------- | --------------- | ------------ | ----------- |
| Ready                                                         | 04-2002               | 27-04-2002            | 40              | 2            |             |
| Rain has come                                                 | 09-2002               | -                     |                 |              |             |
| Blue X-mas                                                    | 12-2002               | -                     |                 |              |             |
| What's the reason?                                            | 03-2003               | 22-03-2003            | tip3            | -            |             |
| Lost                                                          | 06-2003               | -                     |                 |              |             |
| Here in your world                                            | 01-2008               | 15-03-2008            | 35              | 2            |             |